# RC50
RC50 (Abkürzung für Roller Coaster 50, wobei 50 die Breite der Bahn in Metern ist) ist die Bezeichnung eines Stahlachterbahnmodells des Herstellers Pinfari. Zurzeit (Stand: Mai 2023) ist keine Auslieferung mehr in Betrieb.

## Technische Daten
Die 430 m lange Strecke erstreckt sich über einer Grundfläche von 50 m × 20,8 m und erreicht eine Höhe von 16,5 m. Die elektrische Leistung beträgt 50 kW zuzüglich 35 kW für die Beleuchtung.

## Züge
RC50 verfügt über drei Züge mit jeweils drei Wagen. In jedem Wagen können vier Personen (zwei Reihen à zwei Personen) Platz nehmen.

## Standorte
| Achterbahn              | Betreiber                                                             | Land                                 | Eröffnung                | Schließung               |
| ----------------------- | --------------------------------------------------------------------- | ------------------------------------ | ------------------------ | ------------------------ |
| Mega Blitz              | Coney Beach Pleasure Park                                             | Vereinigtes Königreich               | 1996                     | 2009                     |
| Montaña Rusa            | Mundo Divertido                                                       | Mexiko                               | 1993                     | 2003–2004                |
| Thriller                | Happy Land Edenlandia Leolandia EuroPark Milano Idroscalo Luneur Park | Türkei Italien                       | 2017 2010 2006 unbekannt | 2018 2010 2007 2005 2001 |
| Zolo Coaster Big Dipper | Jungle Land Barry’s Amusements                                        | Saudi-Arabien Vereinigtes Königreich | 2002 1997                | 2016 oder früher 2001    |